# Heterusia captata
Heterusia captata là một loài bướm đêm trong họ Geometridae.